# 塞比修斯基龍屬
塞比修斯基龍屬或簡稱兹必龍，為早期的圖里亞龍類恐龍，生存於侏羅紀後期的啟莫里階晚期。化石發現於葡萄牙中西部城鎮勞爾哈的北方海岸。屬名是為了表揚已故的地質學家與古生物學家喬治·塞比修斯基（G. Zbyszewski, 1909–1999），感謝他對於葡萄牙科學界的貢獻。模式種是大西洋塞比修斯基龍（Z. atlanticus）。